# Raoul Sabatier
Pour les articles homonymes, voir Sabatier.
Raoul Sabatier, né le 30 juillet 1880 à Caluire-et-Cuire et mort le 9 décembre 1939 à Paris, est un journaliste français.

## Biographie

### Vie et carrière
Né au no 164 de la route de Strasbourg à Caluire-et-Cuire le 30 juillet 1880, Henri-Raoul Sabatier est le fils de Clotilde-Anna Favre et d'Albert-Léon Sabatier, négociant.
En novembre 1898, Raoul Sabatier, alors élève de Philosophie, signe avec plusieurs de ses condisciples une pétition en faveur du colonel Picquart. Il est licencié en Lettres avant 1903, date à laquelle il prononce des conférences organisées par l'Union des étudiants républicains de Maurice Juncker et par la Jeunesse laïque et républicaine.
Sabatier entre 1903 au Journal, où il reste pendant toute sa carrière. Il rédige d'abord des reportages, couvrant notamment la Guerre des Balkans en 1912, ainsi que des chroniques judiciaires, avant de s'occuper des actualités parlementaires puis de devenir, avant 1933, le chef du service politique de ce quotidien. Il est élu vice-président de l'Association de la presse parlementaire dans les années 1920.
Officier d'académie depuis 1907 puis officier de l'Instruction publique depuis 1912, il est nommé chevalier de la Légion d'honneur en 1927 puis élevé au rang d'officier de ce même ordre en 1933. Il était également titulaire de la croix de guerre.
En 1910, Sabatier a épousé Alice-Jeanne Dreyfus (1885-19..), sage-femme.
Vers 1937, la maladie contraint Sabatier à cesser sa collaboration au Journal. Il meurt le 9 décembre 1939 en son domicile du no 63 de la rue Ramey. Il est inhumé à Nesles-la-Vallée.

### Parcours électoral

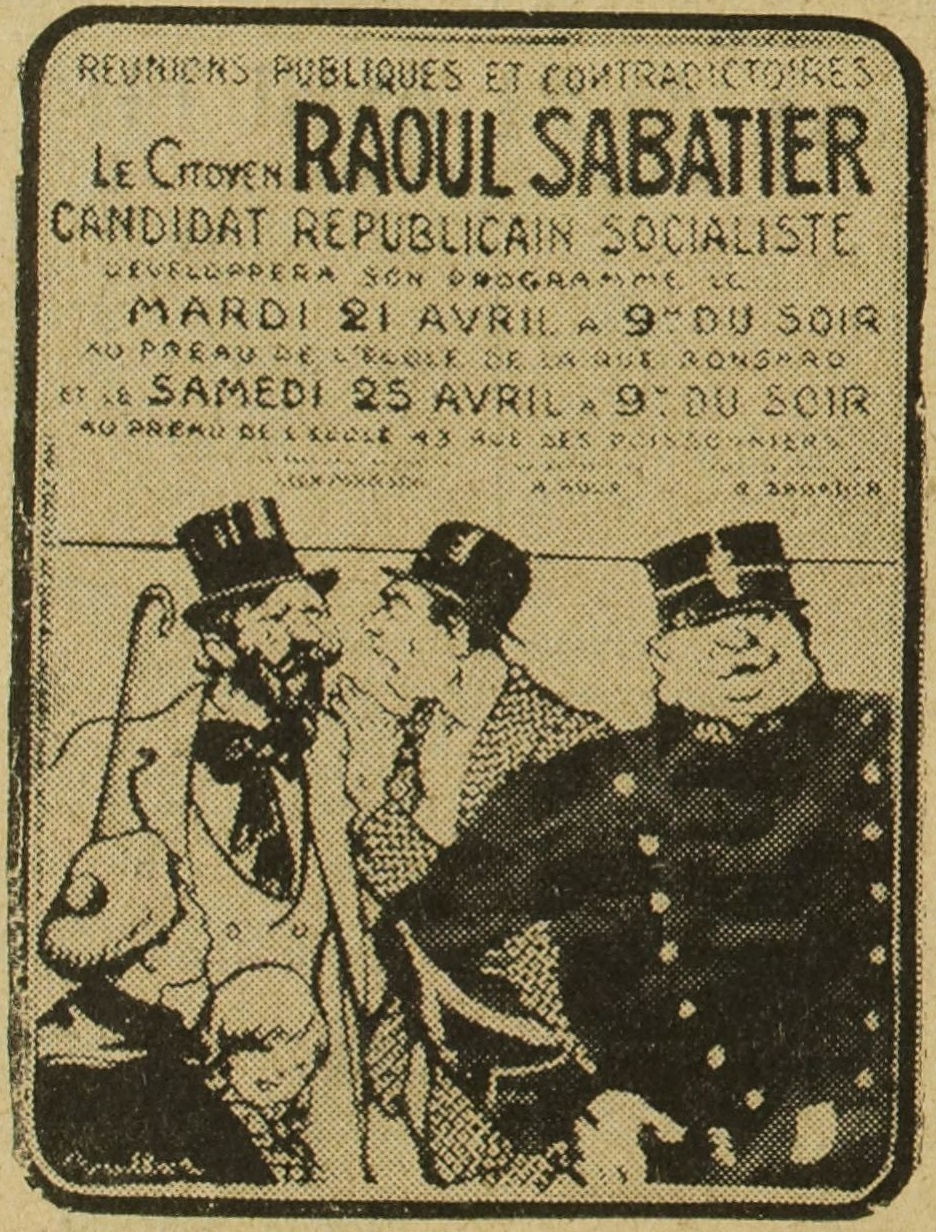
Affiche de Poulbot pour la campagne électorale de Sabatier (1914).

Lors des élections législatives de 1914, Sabatier se présente dans la 2e circonscription du 18e arrondissement, correspondant à son quartier de Clignancourt, où 20 autres candidats briguent le siège de député occupé depuis 1893 par le socialiste Gustave Rouanet. « Candidat républicain socialiste », mais sans investiture du Parti républicain-socialiste, Sabatier se prononce pour la représentation proportionnelle, pour la loi des trois ans, ce qui le classe plus à droite qu'à gauche, et pour l'impôt sur le revenu. Dépourvu du soutien d'un parti, Sabatier fait campagne avec des moyens limités mais parvient à se distinguer grâce à ses affiches originales, illustrées par son ami Poulbot,.
Avec 536 voix (soit 2,7 % des votants), Sabatier arrive en septième position à l'issue du premier tour de scrutin, derrière le républicain socialiste Jacques Prolo (4,7 %), le catholique Léopold Lavissière (4,9 %), l'inclassable docteur Désormeaux (8 %), le républicain de gauche Robert Montillot (13,6 %), l'ancien député nationaliste Charles Bernard (22,7 %) et le sortant socialiste Rouanet (38,2 %). Sabatier se désiste et, à l'instar de Montillot et Lavissière, fait campagne pour Charles Bernard, qui est élu au second tour.

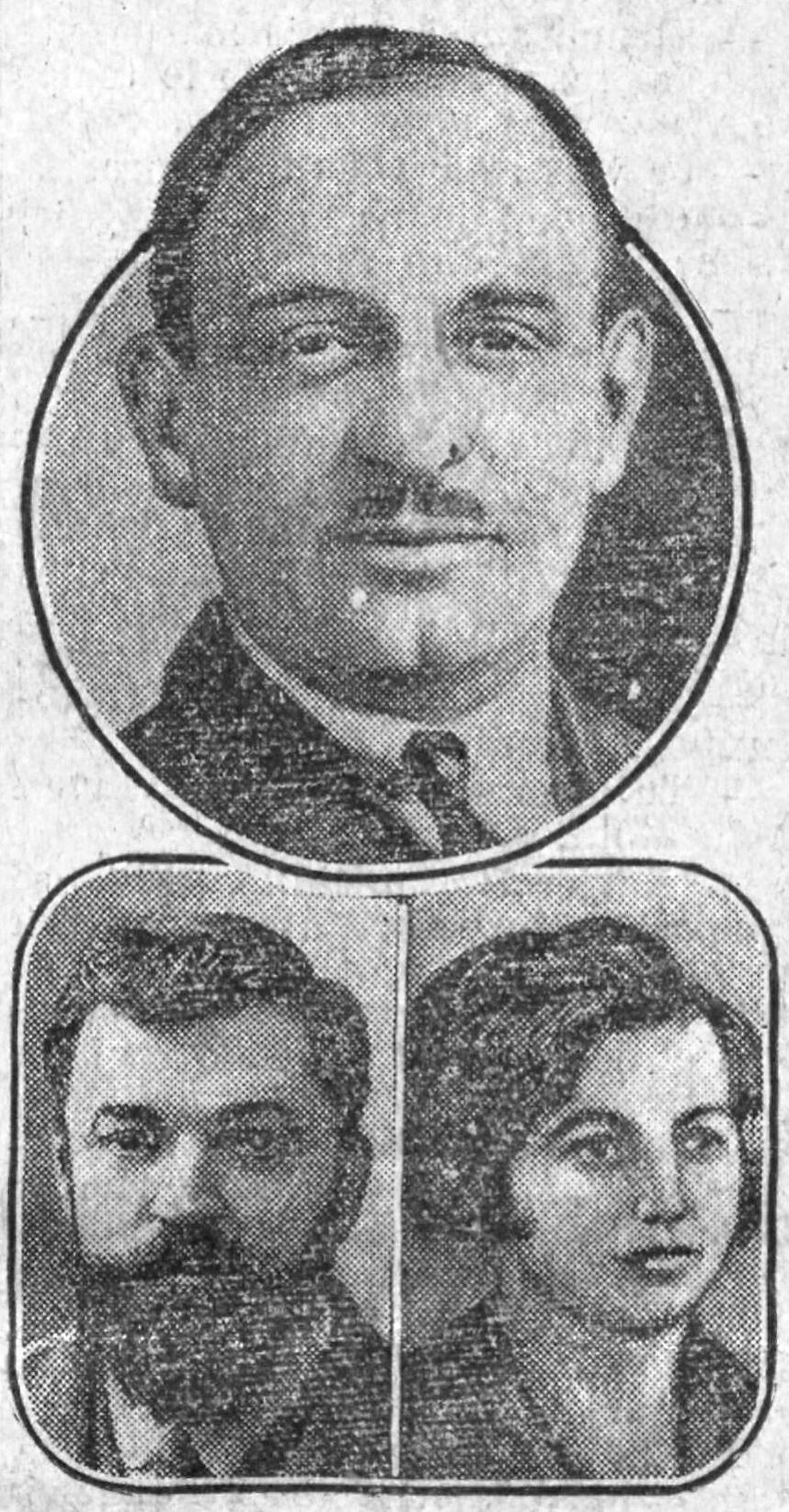
Sabatier et ses concurrents lors de l'élection municipale de 1925, le socialiste Jean Varenne et la communiste Lucienne Marrane.

En 1925, Sabatier se présente aux élections municipales dans le quartier des Grandes-Carrières, dont le conseiller municipal sortant est le socialiste Jean Varenne. « Candidat républicain d'union nationale », il est soutenu par les partis et ligues de droite (Fédération républicaine, Jeunesses patriotes, Ligue républicaine nationale). En marge d'une de ses réunions publiques, des militants du Parti communiste ouvrent le feu sur ses partisans, faisant quatre morts dans les rangs des Jeunesses patriotes et de la Ligue des patriotes. Cet « attentat de la rue Damrémont » a un retentissement national.
Sabatier est finalement battu dès le premier tour, avec 5 334 voix (soit 32 % des suffrages exprimés), contre 9 024 voix (54,3 %) à Varenne.
Ce dernier meurt moins de deux ans plus tard, ce qui provoque une élection municipale partielle le 12 juin 1927, à laquelle se présentent Raoul Sabatier, le socialiste Georges Thomas et le communiste Jacques Sadoul. Arrivé en tête au premier tour (avec 5 544 voix, soit 39,9 % des suffrages exprimés), Sabatier est battu au second par Thomas, qui a bénéficié du désistement de Sadoul.
En vue des élections législatives de 1928, Sabatier envisage de se présenter comme radical unioniste dans la circonscription de Rochefort-sur-Mer. Afin de ne pas diviser les voix des opposants au cartel des gauches, il retire bientôt sa candidature au profit de celle de René Bethmont, maire (AD) de Puy-du-Lac. Bethmont est cependant battu au second tour par le député socialiste sortant, Édouard Pouzet.